# Cephenniini
Cephenniini – plemię chrząszczy z rodziny kusakowatych i podrodziny balinków.
Chrząszcze drobnych rozmiarów. Ich aparat gębowy odznacza się obecnością przyssawek na wardze dolnej. Spód przedtułowia ma wykształcone szwy notosternalne oddzielające podgięcia przedplecza od przedpiersia. 

## Taksonomia i ewolucja
Plemię to wprowadzone zostało w 1882 roku przez Edmunda Reittera. W 2013 roku Paweł Jałoszyński na podstawie wyników analizy filogenetycznej sklasyfikował je jako jedno z trzech plemion w obrębie nowego nadplemienia Cephenniitae. 
Do omawianego taksonu należy 25 rodzajów:

- Cephazteca Jaloszynski, 2011
- Cephennium Müller & Kunze, 1822
- Cephennococcus Jaloszynski, 2011
- Cephennodes Reitter, 1884
- Cephennomicrus Reitter, 1907
- Cephennula Jaloszynski, 2008
- Chelonoidum Strand, 1935
- Clavomicrus Jaloszynski, 2019
- Etelea Csiki, 1909
- Eutheimorphus Franz & Löbl, 1990
- Foveomicrus Jałoszyński, 2020
- Furcodes Jaloszynski, 2012
- Hlavaciellus Jałoszyński, 2006
- Indomicrus Jałoszyński, 2020
- Lathomicrus Jaloszynski, 2010
- Monstrophennium Jaloszynski, 2012
- Nanophthalmus Motschulsky, 1851
- Papuamicrus Jałoszyński, 2023
- Paracephennium O'Keefe, 1999
- Pomphopsilla Jaloszynski, 2011
- †Praphennium Jałoszyński, 2018
- Pseudocephennium Reitter, 1882
- Shyri Jaloszynski, 2012
- Trichokrater Jaloszynski, 2011
- Trurlia Jaloszynski, 2009

Według wyników analizy filogenetycznej z 2013 roku Cephenniini są grupą siostrzaną Marcepaniini, tworząc z nimi klad siostrzany dla Eutheiini.
Zapis kopalny omawianego taksonu sięga cenomanu w kredzie.